# Kamberau jezik
Kamberau jezik (ISO 639-3: irx; isto i Iria, Kamkbrau, Kamrau), jedan od dva sabakorska jezika iz šire skupine asmat-kamoro, kojim govori oko 1.570 ljudi (1993 R. Doriot) na jugoistoku poluotoka Bomberai uz zaljev Kamrau, Nova Gvineja, Indonezija. Sela u kojima se govori su. Ubia-Seramuku, Bahomia, Waho, Wamoma, Inari, Tanggaromi, Koi, Wamesa i Coa.
Njemu srodan jezik buruwai [asi] s kojim je leksički najsličniji 60%, govori se zapadnije od njga.

## Vanjske poveznice
- Ethnologue (14th)
- Ethnologue (15th)
- The Kamberau Language